# Николай Кибалчич
Николай Иванович Кибалчич (на руски: Николай Иванович Кибальчич, на украински: Микола Іванович Кибальчич) е руски революционер от украинско-сръбски произход, който участва в убийството на цар Александър II като главен експерт по експлозивите на Народна воля. Той е и пионер в ракетостроенето. Кибалчич е далечен братовчед на революционера Виктор Серж.

## Биография

### Ранни години
Николай Кибалчич е роден на 19 октомври 1853 г. в Короп, Кролевецки уезд, Черниговска губерния (дн.Украйна) в семейството на православен енорийски свещеник. Той постъпва в гимназия през 1864 г., но по-късно е приет в семинария. Връща се в средното училище и го завършва със сребърен медал няколко години по-късно.
През 1871 г. Кибалчич постъпва в Института на железопътните инженери в Санкт Петербург, а през 1873 г. постъпва в Императорската военномедицинска академия в Санкт Петербург, за да учи медицина и да работи върху експерименти за импулсно ракетно задвижване.
През октомври 1875 г. Кибалчич е арестуван, защото дава на заем забранена книга на селянин на име Притуля. Прекарва в затвора 3 години, преди да бъде издадена присъдата му, която е за едва 2 месеца затвор.
През 1878 г. Кибалчич се присъединява към Народна воля и става техен основен експерт по експлозиви.

### Убийството на Александър II
През нощта на 28 февруари срещу 1 март 1881 г. Николай Кибалчич и неговите помощници, флотският лейтенант Суханов и Михаил Грачевски, подготвят четири експлозивни снаряда. Те са използвани при убийството на Александър II по-късно същия ден. Кибалчич е арестуван на 17 март 1881 г.
Адвокатът му споделя пред специалната комисия на сената: „Когато хората му дойдоха да видят Кибалчич, като негов назначен защитник бях изненадан преди всичко от факта, че умът му беше зает с напълно различни неща, без отношение към настоящия процес. Той изглежда е потопен в изследване на някаква аеронавтична ракета; той жадува за възможността да запише своите математически изчисления, включени в откритието. Той ги записва и ги предава на властите.“
В бележка, написана в затворническата му килия, Кибалчич предлага пилотиран реактивен аеронавигационен апарат. Той разработва проект на барутен ракетен двигател, при който полетът се контролира чрез промяна на ъгъла на двигателя. Бележката за неговия дизайн е с дата 23 март; той създава своята научна разработка буквално на прага на смъртта.
На 26 март генерал Комаров, началник на жандармерийското управление, информира полицейското управление за проекта на Кибалчич за аеронавигационно устройство.
Кратката информация, написана в доклада, гласи: „Да бъде заведено с досието от 1 март и да бъде дадено на учените за разглеждане сега едва ли би било целесъобразно, тъй като това може да породи само много безсмислени приказки. Проектът на Кибалчич беше поставен в плик, запечатан и архивиран. На изобретателя е казано, че проектът му ще бъде предаден на учени за изследване.“
Кибалчич чака техния отговор. Месец март е към края си, остават два дни до екзекуцията му. На 31 март Кибалчич пише писмо с молба до министъра на вътрешните работи: „По указание на Ваше превъзходителство моят проект на въздухоплавателен апарат е представен за разглеждане на техническия комитет; може ли Ваше Превъзходителство да нареди да ми бъде позволено да се срещна с някой от членовете на комисията по въпроса за този проект не по-късно от утре сутринта или поне да получа писмен отговор от експертите, които са разгледали моя проект, също не по-късно от утре. Моля също ваше превъзходителство за разрешение, преди да умра, да се срещна с всичките си другари по процеса или поне с Желябов и Перовска.“ Всичките му молби са игнорирани.

### Екзекуция
Кибалчич и другите заговорници от Народна воля, включително София Перовска, Андрей Желябов, Николай Рисаков и Тимофей Михайлов, са осъдени на смърт чрез обесване.
В 7:50 сутринта в слънчевата пролетна сутрин на 3 април две „колесници на срама“ с осъдените затворници потеглят от къщата на ареста към улица „Шпалирна“. В първата колесница е Желябов, до него е Рисаков, който хвърля първата бомба в каретата на Александър II и след това издава другарите си по време на разпита. Във втората колесница са Кибалчич, Перовска и Михайлов. Ръцете и краката на осъдените са вързани за седалките. Всеки носи на гърдите си черна табела с бял надпис: „Цареубиец“.
В 9:21 сутринта палачът издърпва табуретката изпод краката на Кибалчич. След него са екзекутирани Михайлов, Перовска, Желябов и Рисаков.

## Наследство
Съдбата на изобретението, споменато в последното писмо на Кибалчич, се оказа толкова трагична, колкото и тази на 27-годишния му създател. Дизайнът е заровен в архивите на полицейското управление, но царските власти не успяват да предадат името на изобретателя и идеята му на забравата. Процесът и екзекуцията на народняците имат широк отзвук по света. За дизайна на Кибалчич се говори и пише много в чужбина и се правят всякакви предположения за същността на изобретението и по-нататъшната му съдба. През 1917 г. Николай Ринин открива ръкописа в полицейски архив и през 1918 г. публикува разказ за него в историческото списание „Былое“ („Минало“), придружен с описанието на Кибалчич на пилотиран кораб с ракетно задвижване от последното му писмо.
През 1891 г. подобни идеи са разработени независимо от немския инженер Херман Гансвинт. След Втората световна война Станислав Улам предлага схема за задвижване с ядрен импулс, която е проучена в проекта ORION.
Международният астрономически съюз почита пионера на ракетната техника, като кръщава на него един от лунните кратери (с  център е 2,72° с. ш. 147,18° з.д., разположен на обратната страна на Луната) – кратер на Кибалчич. Връх Кибалчич, който е най-високият от върховете Квевенутане в Антарктида и е открит от германци през 1938 – 1939 г., също е кръстен на него.